# Orientstare
Orientstare (Aplonis panayensis) är en fågel i familjen starar inom ordningen tättingar.

## Utseende
Orientstaren är en medelstor (17-21 cm) stare med glansigt grönsvart fjäderdräkt och tydligt röda ögon. Ungfågeln är svartbrun ovan med varierande grönglans och under streckad.

## Läten
Orientstaren låter höra olika metalliska läten, som upprepade "tsuu tsuu" eller gälla "tseeu".

## Utbredning och systematik
Orientstare delas in i 14 underarter med följande utbredning:
- Aplonis panayensis affinis – förekommer i Assam, Bangladesh och Myanmar (Arakan Yoma)
- Aplonis panayensis strigata – förekommer från södra Thailand till Malaysia, Sumatra, Java och västra Borneo
- Aplonis panayensis tytleri – förekommer på Andamanerna och Bil Nicobar
- Aplonis panayensis albiris – förekommer på Nicobarerna
- Aplonis panayensis heterochlora – förekommer på öarna Anambasöarna och Natunaöarna (utanför Borneo)
- Aplonis panayensis eustathis – förekommer i östra Borneo
- Aplonis panayensis alipodis – förekommer på öarna Panjang, Maratau och Derawan (utanför östra Borneo)
- Aplonis panayensis panayensis – förekommer på norra Sulawesi och i Filippinerna
- Aplonis panayensis sanghirensis – förekommer på öarna Talaudöarna, Sangihe, Siau, Tahjlandang, Ruang och Pulau Biaro
- Aplonis panayensis enganensis – förekommer på Enggano Island (utanför södra Sumatra)
- Aplonis panayensis altirostris – förekommer på öarna Simeulue, Banyak och Nias (utanför västra Sumatra)
- Aplonis panayensis leptorrhyncha – förekommer på ön Kepulauan Batu (utanför västra Sumatra)
- Aplonis panayensis pachistorhina – förekommer på Mentawaiöarna (utanför västra Sumatra)
- Aplonis panayensis gusti – förekommer på Bali

International Ornithological Congress inkluderar istället leptorrhyncha i pachistorhina, men urskiljer istället underarten nesodramus med utbredning på ön Babi väster om Sumatra.

## Levnadssätt
Orientstaren hittas i låglänta skogar, mangroveträsk, jordbruksbygd och trädgårdar. Födan består av frukt som papaya, banan, mango och fikon men tar även nektar, spindlar, insekter och sniglar. Den är mycket social och födosöker huvudsakligen i flock. Arten är mestadels stannfågel.

### Häckning
Orientstaren häckar året runt i trädhål, i palmkronor eller i epifytiska ormbunkar. Om den använder ett trädhål använder den begränsat med bomaterial, men annars bygger den ett av gräs och skräp som papper. Däri lägger den tre brunfläckade blå ägg.

## Status och hot
Arten har ett stort utbredningsområde och en stor population med stabil utveckling och tros inte vara utsatt för något substantiellt hot. Utifrån dessa kriterier kategoriserar internationella naturvårdsunionen IUCN arten som livskraftig (LC).

## Status
Artens populationstrend är okänd, men utbredningsområdet är relativt stort. Internationella naturvårdsunionen IUCN anser inte att den är hotad och placerar den därför i kategorin livskraftig. Världspopulationen har inte uppskattats men den beskrivs som vanlig.

## Bilder

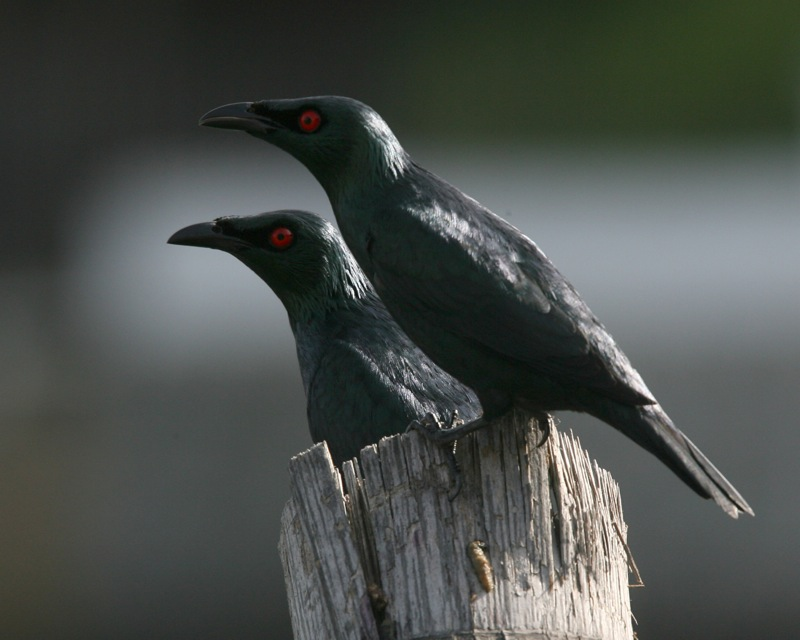
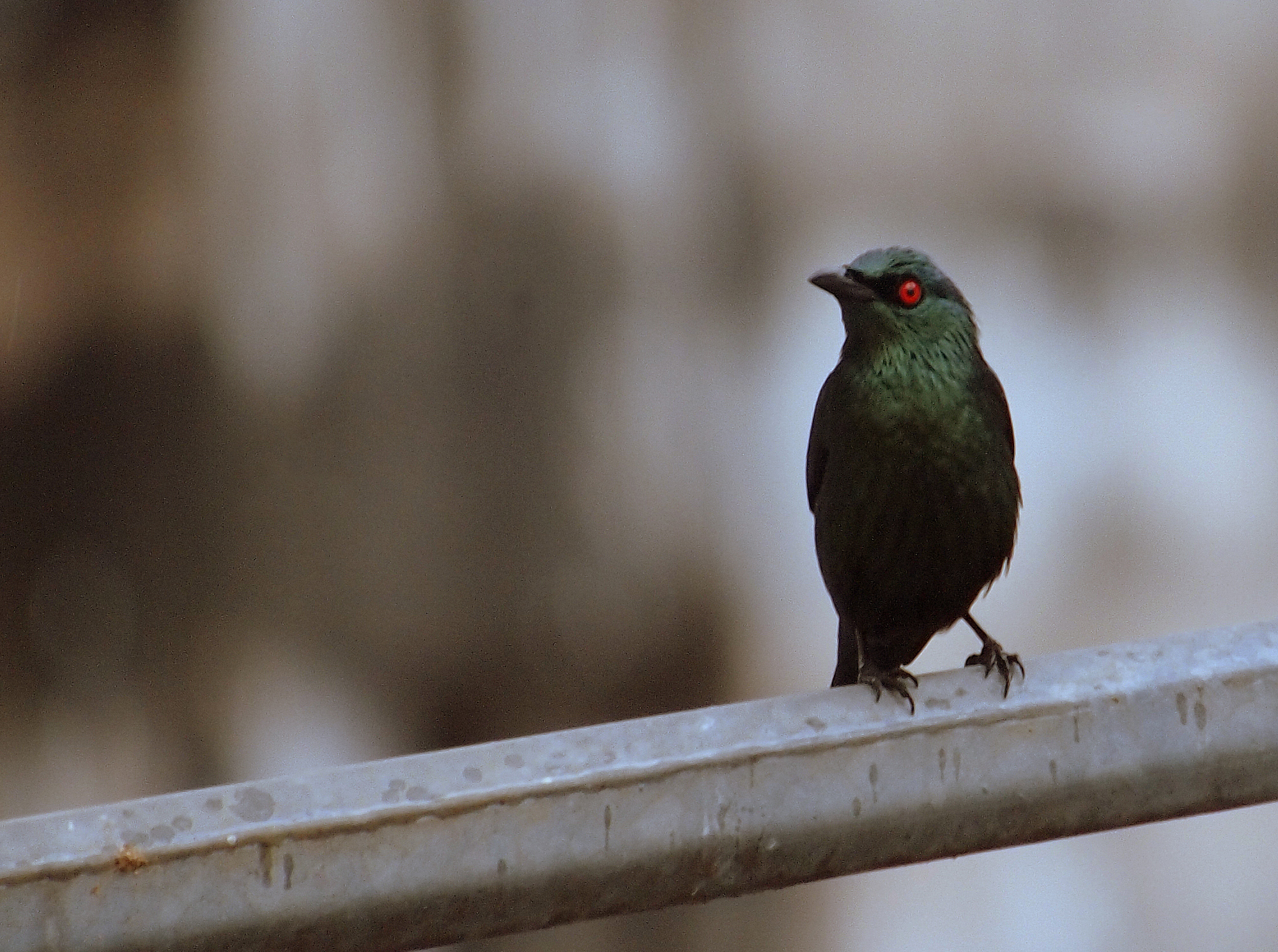
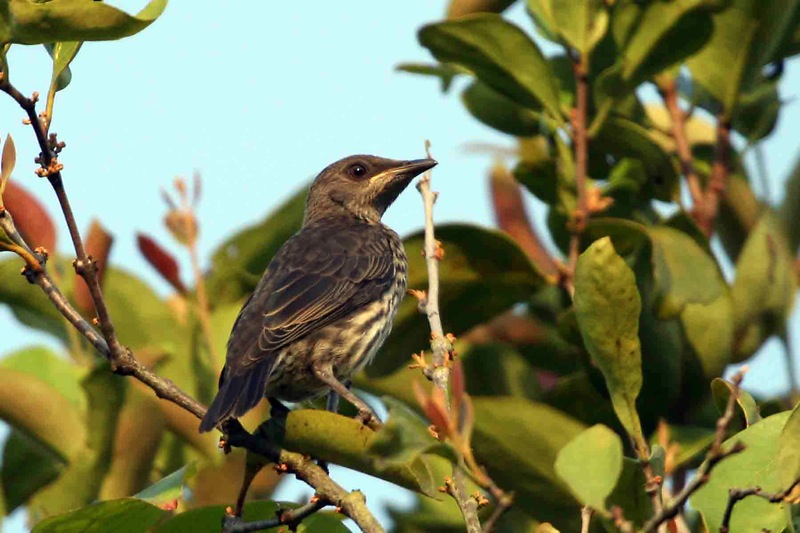